# 4445 Jimstratton
4445 Jimstratton eller 1985 TC är en asteroid i huvudbältet som upptäcktes den 15 oktober 1985 av de båda japanska astronomerna Takeshi Urata och Kenzo Suzuki i Toyota. Den är uppkallad efter James M. Stratton.
Asteroiden har en diameter på ungefär 4 kilometer.